# Orbitestella mayi
Orbitestella mayi is een slakkensoort uit de familie van de Orbitestellidae. De wetenschappelijke naam van de soort is voor het eerst geldig gepubliceerd in 1899 door Tate.